# (29981) 1999 TD10
(29981) 1999 TD10 és un asteroide del disc dispers que va ser descobert gràcies al programa Spacewatch el 3 d'octubre de 1999 pels astrònoms de l'observatori de Kitt Peak J. V. Scotti, J. A. Larsen, B. May i D. Maggs J.A.

## Característiques de l'òrbita
Al periheli (29981) 1999 TD10 es troba a una distància de 12,27 UA del Sol (entre les òrbites de Saturn i Urà). El semieix major de l'òrbita és de 101,38 UA. És a dir, l'òrbita d'aquest asteroide és molt allargada, la seva excentricitat és d'e = 0,8750718. L'afeli és de 190 UA (el doble que Eris). Fa una volta al voltant del Sol en aproximadament 1021 anys. La inclinació orbital (i) és de 5.95809°.

## Característiques físiques
El diàmetre de l'asteroide és de 110 km (o 81 km amb albedo = 0,08). La magnitud absoluta és de 8,4.

## Classificació
Quan es va descobrir, l'objecte es va atribuir al grup dels centaures, però les primeres mesures van mostrar que l'afeli de la seva òrbita és superior a 25 UA. La incertesa amb l'òrbita va causar dificultats als especialistes del Minor Planet Center, per tant (29981) 1999 TD10 s'inclou en les llistes de centaures i a les llistes d'objectes del disc dispers (així com (308933) 2006 SQ372).